# Giove Toppi
Giove Toppi (Ancona, 2 agosto 1888 – 21 luglio 1942) è stato un fumettista italiano, noto per essere stato il primo autore italiano a realizzare storie a fumetti di Topolino.

## Biografia
Già negli anni '10 prese a collaborare come illustratore al settimanale La sigaretta, spesso sotto pseudonimo. Realizzò copertine anche per il periodico satirico L'On.le 509. Richiamato in guerra collaborò a La voce del Piave, settimanale dell’XI corpo d’armata.
Negli anni venti si trasferì a Firenze iniziando a collaborare prima con testate quali Il Brivido e il Giornalino della Domenica, e poi instaurando una lunga collaborazione con l'editore Nerbini inizialmente come disegnatore di vignette per il settimanale satirico Il 420 e come illustratore per romanzi editi dalla casa editrice; quando questa, per sfruttare il successo dei cortometraggi di Topolino, decise di dedicargli un settimanale, Topolino, lo incaricò di realizzare il logo della testata e di illustrare le storie, con didascalie in rima invece dei fumetti, per la prima pagina. Il periodico esordì nel 1932 ma, a seguito di problemi legati alla gestione dei diritti, la testata dovette essere provvisoriamente modificata in "Il Giornale di Topo Lino" e il personaggio di Topolino, nell'interpretazione di Toppi, venne sostituito da Topo Lino, un diverso personaggio, ideato da Giove Toppi e Gaetano Vitelli; quando Nerbini riuscì ad acquisire correttamente i diritti, venne ripristinata dal n. 5 la testata originale ma, fino al n. 6, continuarono a essere pubblicate tavole di Topo Lino di Toppi e Vitelli e, dal n. 7, iniziarono a essere pubblicate le tavole di produzione americana di Mickey Mouse; Topo Lino ricomparirà solo in seguito rinominato Sorcettino, sempre realizzate da Toppi e Vitelli. Il personaggio di Topo Lino verrà ripreso nel 2002 per una iniziativa editoriale, Lino il Topo e la “matematica veneziana”, un albo fuori commercio in occasione del convegno Matematica e Cultura 2002. Per la stessa testata Toppi realizzerà altre serie come Sorci Jazz, personaggio che esordirà nel n. 9 e altre firmandosi come Stop!.
Toppi lavora anche per altre testate della Nerbini come L'Avventuroso, edita dal 1935, dove pubblica storie a fumetti di genere avventuroso, La regina dei pirati, la cui protagonista è un’antieroina vagamente femminista, e Una donna a bordo, con elementi umoristici. Divenne uno degli autori italiani principali della testata tanto da essere pubblicato in ultima pagina, una collocazione riservata, dopo la prima pagina, alle serie principali alternandosi ad esempio alle tavole di Flash Gordon. Fra queste serie pubblicate nel 1936 si hanno I naufragatori misteriosi e La regina d’Atalanta. Toppi impara la lezioni delle più famose serie americane pubblicate sull'avventuroso assorbendone la novità del linguaggio grafico dandone una propria interpretazione divenendo uno degli autori più interessanti del periodo. Per la stessa testata realizzerà anche illustrazioni per romanzi pubblicati a puntate. Ideò la prima serie poliziesca italiana, "Renato Gallo", che apparve in "La Sfida del Bandito" negli anni trenta. Fu anche l'autore della maggior parte delle copertine degli albi dedicati ai personaggi dei fumetti americani come Mandrake, L'Uomo Mascherato o Cino e Franco.